# Pogănești (okręg Hunedoara)
Pogănești – wieś w Rumunii, w okręgu Hunedoara, w gminie Zam. W 2011 roku liczyła 77 mieszkańców.